# Ruslan Magomedov
Ruslan Magomedov (ryska: Руслан Магомедов), född 26 november 1986, är en rysk MMA-utövare som tävlar i organisationen Ultimate Fighting Championship.